# Shogo Takeda
Shogo Takeda (né le 1er janvier 1995) est un nageur japonais.
Il remporte la médaille d’argent lors des Jeux asiatiques de 2018 sur 800 m.